# 菅原傳

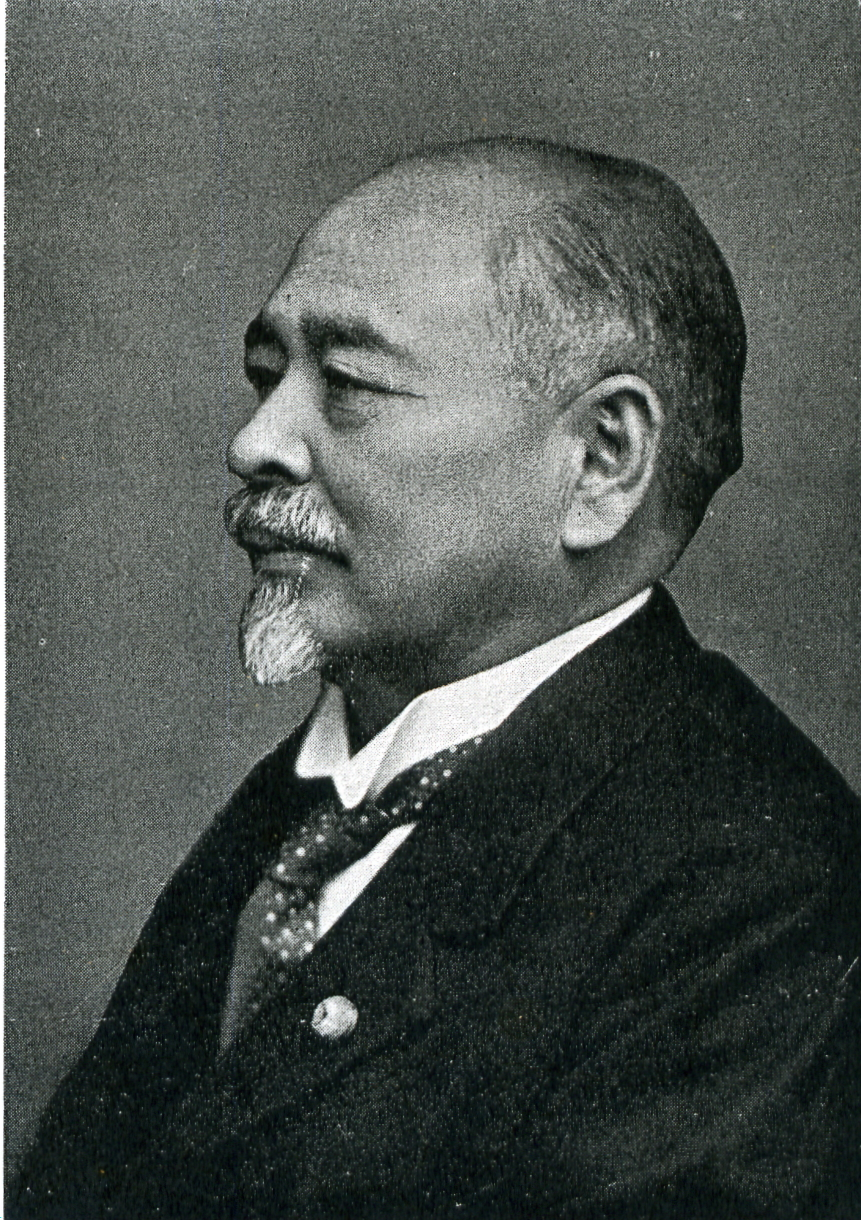
菅原傳の肖像写真

菅原 傳（すがわら でん、文久3年8月25日（1863年10月7日） - 昭和12年（1937年）5月9日）は、明治から昭和時代前期の政治家。名は「つたう」とも読む。星亨の配下。

## 経歴

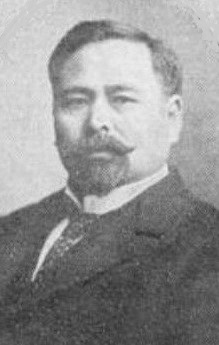
菅原伝

文久3年（1863年）、陸奥国遠田郡（現在の宮城県遠田郡涌谷町）に菅原応輔の二男に生まれる。大学予備門を経て帝国大学に学び、明治19年（1886年）渡米、パシフィック大学に学ぶ。在米中自由党に加盟し、1887年にサンフランシスコで在米日本人愛国同盟会（Japanese Patriotic League）を結成、機関紙『第十九世紀』を発行。同会は、米国オークランドで政治活動を行っていた山口熊野らのグループと、菅原らサンフランシスコの日本人留学生が結びついてできたもので、やや遅れて日向輝武、井上平三郎、井上敬次郎らが参加した。メンバーの多くは、反政府の過激派であり、「政治亡命」の性格が強かった（同会は1893年の愛国同盟倶楽部、その後の自由倶楽部に繋がる）。日向らと移民周旋業の「日米用達会社」も設立し社長を務める。
亡命中の孫文の支援と米国に圧迫されているハワイ王国在住の知人の支援にハワイへ渡る。ハワイでは官約移民が終了し、その事業を継承する民間移民会社が星亨の配下らによって設立され、菅原も同志の日向輝武とその一つ「広島海外渡航会社」を1891年に設立し成功、移民の預金を扱う京浜銀行も星派により設立され、菅原も関わった。
朝鮮を視察後、1895年に帰国し、明治31年（1898年）、衆議院議員に当選（以後当選16回、立憲政友会）。大正13年（1924年）、加藤高明内閣で海軍参与官に就任。この間、新聞「十九世紀」「人民」を発刊。昭和12年（1937年）5月9日死去。75歳。

## 親族
- 岳父：川目亨一（司法官）[8]
- 二女の治子は貴族院議員村野常右衛門長男廉一の妻[3]